# Ahmed Diomandé
Ahmed Diomandé (* 15. Dezember 2002) ist ein malischer Fußballspieler.

## Karriere

### Verein
Bis Ende des Jahres 2023 war Diomandé für den Hauptstadtverein Afrique Football Elite in der heimischen Première Division aktiv. Dann folgte der Wechselt nach Marokko zum CIS Marrakesch in die Botola 2. Seit dem 25. Oktober 2024 steht der Abwehrspieler beim französischen Drittligisten FC Valenciennes unter Vertrag.

### Nationalmannschaft
Am 24. Januar 2023 debütierte Diomandé für die malische A-Nationalmannschaft bei der Afrikanischen Nationenmeisterschaft, als er in der Gruppenphase gegen Mauretanien (0:1) in der 88. Minute für Ousmane Coulibaly eingewechselt wurde.
Im Sommer 2023 nahm er mit der malischen U-23-Auswahl am Afrika-Cup in Marokko teil. Dort kam er in allen fünf Partien seiner Mannschaft zum Einsatz und erreichte mit dieser den dritten Platz, womit man sich für die Olympischen Spiele 2024 in Paris qualifizierten konnte. Dort kam Diomandé beim Aus in der Gruppenphase in allen drei Partien für die Auswahl zum Einsatz.